# The Beautiful Ones
The Beautiful Ones ist ein 1984 veröffentlichter Song des US-amerikanischen Musikers Prince, den er geschrieben, komponiert, arrangiert und produziert hat. Die Rockballade ist auf seinem Album Purple Rain enthalten.
Prince nahm The Beautiful Ones am 20. September 1983 in den Sunset Sound Studios in Los Angeles auf. Der Songtext handelt von einer emotionalen Liebesbeziehung. Das Lied ist eine Rock-Ballade. Es beginnt mit Princes Falsetto Gesang, daraufhin beginnt die Melodie, gespielt von einem Piano, Orgel und Synthesizer. Die Melodie wird während des Liedes noch von Prince mit der E-Gitarre begleitet. Das Lied beginnt eher ruhig und langsam mit einer emotionalen Melodie, zur Mitte hin wird das Lied mit dem einsetzenden Rhythmus immer schneller und lauter und erreicht anschließend mit einem E-Gitarren-Solo von Prince seinen Höhepunkt. Zum Ende wird das Lied wieder langsamer und ruhiger und geleitet ins Outro, wo es mit der gleichen Melodie wie am Anfang des Liedes endet.
Das Lied hat eine Länge von 5:14 min. Stilistisch enthält das Lied Einflüsse aus der Funk-Musik, aber auch Einflüsse von Soul und Rhythm & Blues.
Im Film Purple Rain singt Prince das Lied auf einer Bühne, wo er auf seinen Rivalen Morris Day trifft. Im Film widmet Prince das Lied seiner Freundin; später verlieben sie sich. Die Fassung des Liedes auf dem Purple Rain Album ist etwas gekürzt; es existiert noch eine längere unveröffentlichte Fassung des Liedes.
The Beautiful Ones ist auch auf dem Album Purple Rain Deluxe (2017) zu finden.